# راونی (اوژیتسه)
راونی (به صربی: Ravni) یک منطقهٔ مسکونی در صربستان است که در اوژیتسه واقع شده‌است. راونی ۱۷٫۹۷ کیلومتر مربع مساحت و ۴۶۵ نفر جمعیت دارد و ۶۸۵ متر بالاتر از سطح دریا واقع شده‌است.